# Susana Iglesias
Susana Iglesias (Ciudad de México) activista por los derechos de animales no humanos, periodista, narradora y poeta mexicana, es autora de la novela Señorita Vodka (2017), cuya historia va desde el Eje Central de la Ciudad de México hasta Los Ángeles y Un hombre no patea perros heridos (2014), en donde aparecen la violencia de la vida cotidiana en la ciudad, la ausencia, el odio, la rabia, la desolación, el alcohol, la mística de la muerte. Ganadora del Premio Aura Estrada en 2009 con la obra Barracuda

## Trayectoria
La calle fue su elección desde temprana edad y ha tenido distintos oficios además del de la escritura, como el de mixóloga, gerencia en bares y restaurantes, peluquera y maquillista en una funeraria. A favor de los derechos de los animales no humanos. Su vida privada es un misterio bien guardado, no se relaciona con escritores de su país, lo ha dicho en entrevistas y no hace apariciones públicas ni lecturas desde hace más de diez años, ni ha publicado libros ya, vive recluida en algún lugar de California (su segundo hogar) o México bebiendo vodka, ginebra, cerveza y champaña, nunca se le ha conocido un amor o relación amorosa ni sentimental Ganó el Premio Aura Estrada en 2009 con la obra Barracuda, gracias a éste realizó residencias de escritura creativa en Wyoming y Nueva York en Estados Unidos y Toscana en Italia.
Recibió la beca Jóvenes Creadores del FONCA en 2011. En 2014 organizó, con apoyo de la Coordinación Nacional de Literatura, la exposición Espíritus rebeldes: románticos, naturalistas y modernistas mexicanos, en donde se leyeron textos de Ignacio Manuel Altamirano, Manuel Gutiérrez Nájera, Manuel Acuña y Efrén Rebolledo, y se realizó un paseo por distintos puntos de la Ciudad de México que guardan relación con la obra de estos autores.
Está antologada en Emergencias. Cuentos mexicanos de jóvenes talentos (2015), El silencio de los cuerpos: relatos sobre feminicidios (2017) y Ruta 70: recuerdos del aula (2017), además formó parte del Premio Charles Bukowski. El despojo soy yo (2004), Dulces batallas que nos animan la noche. Antología del Encuentro Nacional de Letras Independientes 2006-2011 (2012) y Rigo es amor. Una rocola a dieciséis voces (2013).
Desde diciembre del 2012 colabora con una columna de opinión en el periódico Milenio, en donde escribe sobre la vida cotidiana en la Ciudad de México y colabora en distintas revistas, entre las que se encuentran Domus, Revés, El Puro Cuento, Yagular, Praxis, Generación y TimeOut. También es profesora de escritura creativa en la Universidad del Claustro de Sor Juana y la Universidad Iberoamericana.